# Selmar Samuel Aschheim
Selmar Samuel Aschheim (Berlino, 1º ottobre 1878 – Parigi, 15 febbraio 1965) è stato un medico tedesco.
Ginecologo, scoprì, insieme a Bernhard Zondek, gli ormoni gonadotropi e mise a punto un metodo per la diagnosi precoce della gravidanza.
Gli ormoni gonadotropi sono prodotti dalla adenoipofisi (lobo anteriore dell'ipofisi, ghiandola endocrina situata nel cervello) e, passando nel sangue, vanno a stimolare l'attività delle gonadi del maschio o della femmina.
Aschheim e Zondek diedero, separatamente, una prima comunicazione sull'esistenza degli ormoni gonadotropi nel 1926, annunciando di essere riusciti a ottenere la pubertà precoce in topine mediante trapianti di adenoipofisi. Fu poi precisato che in tal caso essi provengono in gran parte non dall'ipofisi, ma dalla placenta. Sulla loro presenza sono basate le reazioni biologiche che permettono la diagnosi precoce della gravidanza.
Il primo metodo, reso noto nel 1928, è appunto quello di Aschheim-Zondek: consiste nell'iniettare in topine impuberi l'urina della donna in esame e, se nel loro apparato genitale si manifestano segni di maturazione, ciò significa che l'urina contiene gonadotropine corioniche e quindi la donna è incinta.
Ascheim, dopo essere stato dal 1912 al 1935 direttore del Laboratorio di clinica ginecologica dell'Università di Berlino, si trasferì in Francia e dal 1937 lavorò al Centro nazionale di ricerca scientifica di Parigi.